# Joseph Anton Schneiderfranken

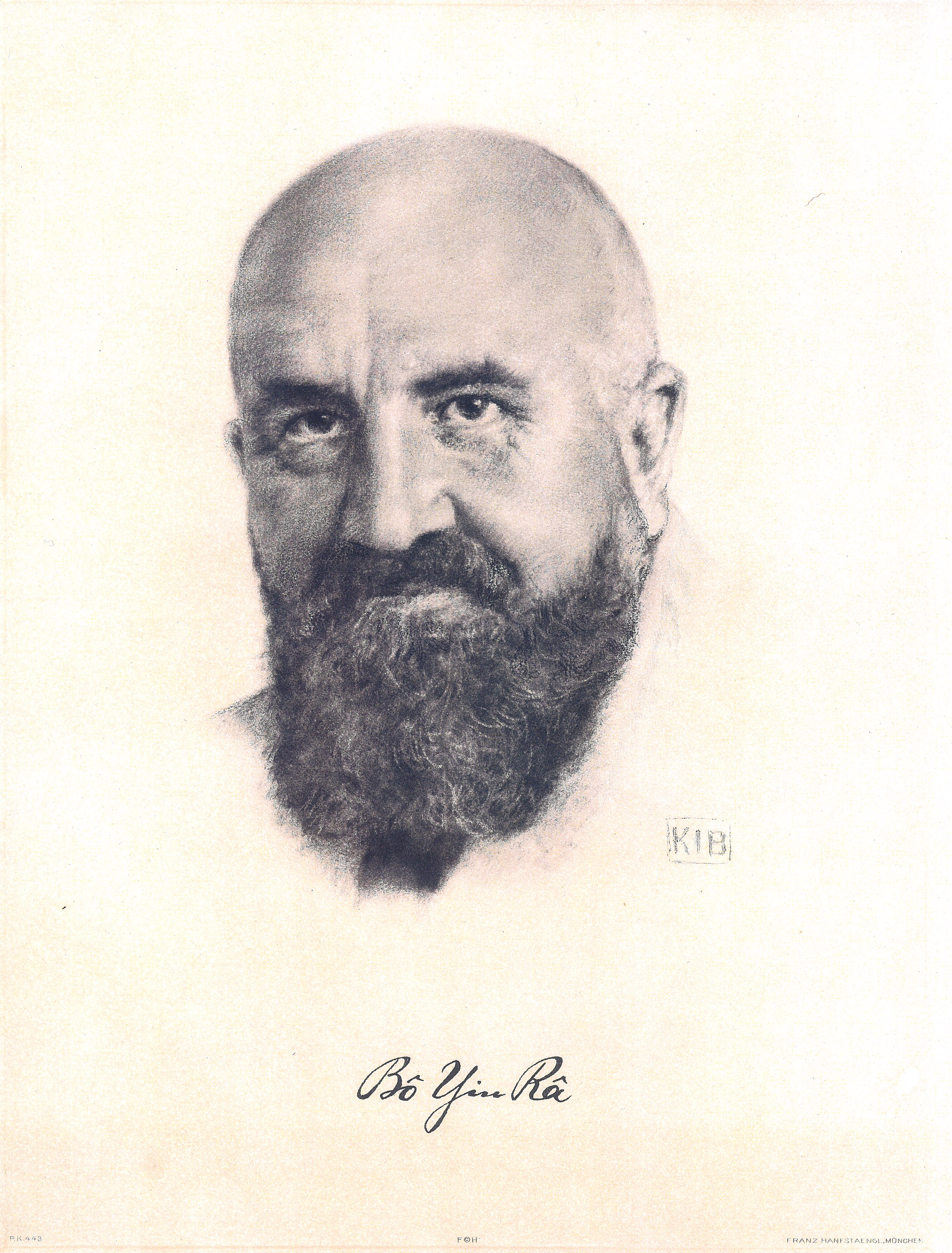
Bô Yin Râ (1920)

Joseph Anton Schneiderfranken (ook bekend als Bô Yin Râ)  (Aschaffenburg, 25 november 1876 - Massagno, 14 februari 1943) was een Duits schrijver en kunstschilder.    

## Biografie
Joseph Anton Schneiderfranken werd in 1876 als Joseph Anton Schneider in Aschaffenburg geboren. In 1890 verhuisde het gezin naar Frankfurt. Van 1892 tot 1895 studeerde hij aan het Städelsche Kunstinstitut in Frankfurt. Vanaf 1899 vervolgde hij zijn opleiding aan diverse academies voor beeldende kunsten in Wenen, München en Parijs. Hij werd in deze tijd onder meer door de Duitse kunstschilder Hans Thoma onderwezen. Als jonge schilder veranderde hij zijn naam in Schneiderfranken. In 1903 trouwde hij met Irma Schönfeld uit Wenen. Ze overleed in 1915 aan suikerziekte. Na de Eerste Wereldoorlog (vanaf 1916 tot het einde van de oorlog vervulde hij een administratieve functie in militaire dienst) trouwde hij in Görlitz met Helene Hoffmann, weduwe en moeder van twee dochters. In 1919 werd hun dochter Devadatti geboren (in 2015 overleden). Tot 1923 woonde en werkte hij in Görlitz. Hier schilderde en publiceerde hij, stichtte de Jakob Böhme-stichting en was hij president van de Kunstverein (vereniging van kunstenaars) van Oberlausitz. 
In 1923 verhuisde hij met zijn gezin naar Zwitserland, waar hij tot zijn overlijden (1943) in Massagno bij Lugano woonde.
Van diverse reizen binnen Europa zijn schilderijen en geschriften van hem bekend, waarbij die uit Griekenland een bijzondere plaats innemen.

## Geschriften

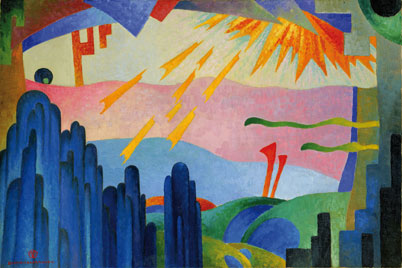
Schilderij In principio erat verbum (In den beginne was het woord)

Vanaf 1913 schreef hij onder de naam Bô Yin Râ religieus-spirituele boeken die grotendeels in Zwitserland werden gepubliceerd. Zijn publicaties, waaronder zijn 32-delige hoofdwerk Hortus Conclusus (Besloten Tuin), werden grotendeels door een bewonderaar, Alfred Kober-Staehelin, gepubliceerd.

## Publicaties

### Het leerwerk 'Hortus Conclusus'
1. Het boek van de Koninklijke Kunst. ISBN 978-9073007-123. Das Buch der königlichen Kunst, Verlag der Weißen Bücher, 1920, def.uitg. Kober 1932, ISBN 3-85767-007-X;
2. Het boek van de Levende God. ISBN 978-9073007-000. Das Buch vom lebendigen Gott, Verlag der Weißen Bücher 1919, def.uitg. Kober 1927, ISBN 3-85767-073-8;
3. Het boek van gene zijde. ISBN 978-9073007-277. Das Buch vom Jenseits, Verlag der Weißen Bücher 1920, def.uitg. Kober 1929, ISBN 3-85767-077-0;
4. Het boek van de mens. ISBN 978-9073007-253. Das Buch vom Menschen, Verlag der Weißen Bücher 1920, def.uitg. Kober 1928, ISBN 3-85767-013-4;
5. Het boek van het geluk. ISBN 978-9073007-086. Das Buch vom Glück, Verlag der Weißen Bücher 1920, Kober 1996, ISBN 3-85767-068-1;
6. De weg tot God. ISBN 906030-2893. Der Weg zu Gott, Rhein-Verlag 1924, Kober 1958, ISBN 3-85767-061-4;
7. Het boek van de Liefde. ISBN 978-9073007-239. Das Buch der Liebe, Verlag der Weißen Bücher 1922, def.uitg. Kober 1931, ISBN 3-85767-008-8;
8. Het boek van de troost. ISBN 978-9073007-314. Das Buch des Trostes, Verlag der Weißen Bücher 1924, Kober 1948, ISBN 3-85767-009-6;
9. Het boek der gesprekken. ISBN 978-9073007-338. Das Buch der Gespräche, Verlag der Weißen Bücher 1920, Kober 1958, ISBN 3-85767-064-9;
10. Het geheim. ISBN 978-906030-4983. Das Geheimnis, Verlag der Weißen Bücher 1923, Kober 1952, ISBN 3-85767-082-7;
11. De wijsheid van Johannes. ISBN 978-9073007-116. Die Weisheit des Johannes, 1924, Kober 1952, ISBN 3-85767-054-1:
12. Wegwijzers. ISBN 906030-473X. Wegweiser, Kober 1928, Kober 1971, ISBN 3-85767-051-7;
13. Het spook van de vrijheid. ISBN 978-9073007-345. Das Gespenst der Freiheit, Kober 1930, ISBN 3-85767-023-1;
14. De weg van mijn leerlingen. ISBN 906030-4039. Der Weg meiner Schüler, Kober 1932, ISBN 3-85767-050-9;
15. Het mysterie van Golgotha ISBN 978-9073007-246. Das Mysterium von Golgatha, Magische Blätter 1922, def.uitg. Richard Hummel 1930, Kober 1953, ISBN 3-85767-039-8;
16. Eredienst-magie en mythe. ISBN 978-9073007-307. Kultmagie und Mythos, Magische Blätter 1924, Kober 1961, ISBN 3-85767-029-0;
17. De zin van het bestaan. ISBN 978-907300-7376. Der Sinn des Daseins, Magnum-Opus Verlag (Freiburg in Baden) 1927, ISBN 3-85767-071-1;
18. Meer licht. ISBN 906030-4446. Mehr Licht, Magische Blätter 1921, def.uitg. Kober 1936, 1968, ISBN 3-85767-036-3;
19. Het hoge doel. ISBN 906030-344X. Das Hohe Ziel, Magische Blätter 1925, Kober 1961, ISBN 3-85767-025-8;
20. Opstanding. ISBN 978-9073007-215. Auferstehung, Richard Hummel 1926, Kober 1959, ISBN 3-85767-074-6;
21. Werelden. ISBN 978-9073007-185. Welten, eine Folge kosmischer Gesichte, Rhein-Verlag 1922, Kober 1957, ISBN 3-85767-088-6;
22. Psalmen. ISBN 906077-0560. Psalmen, Verlag der Weißen Bücher 1924, Kober 1986 ISBN 3-85767-091-6;
23. Het huwelijk. ISBN 906030-3431. Die Ehe, Richard Hummel 1925, Kober 1950, ISBN 3-85767-100-9;
24. Het gebed. ISBN 978 9073007-062. Das Gebet/So sollt ihr beten, Richard Hummel 1926, Kober 1955, ISBN 3-85767-078-9/ISBN 3-85767-045-2;
25. Geest en vorm. ISBN 906030-2095. Geist und Form, Greiner & Pfeiffer 1924, Kober 1958, ISBN 3-85767-076-2;
26. Vonken/mantrapraktijk. ISBN 906030-2214. Funken/Mantra-Praxis, Funken, Talisverlag 1922, Mantra-Praxis Kober 1928, Kober 1967, ISBN 3-85767-080-0.
27. Levenswoorden. ISBN 906030-4454. Worte des Lebens, Greiner & Pfeiffer 1923, Kober 1959, ISBN 3-85767-075-4;
28. Eeuwige werkelijkheid. ISBN 906030 1714. Ewige Wirklichkeit, Kober 1934, ISBN 3-85767-090-8;
29. Boven de alledag. Über dem Alltag, Kober 1934, ISBN 3-85767-067-3;
30. Leven in het Licht. Leben im Licht, Kober 1934, ISBN 3-85767-089-4; Het Nederlandse boek (ISBN 906030-1714) omvat drie laatstgenoemde bundels leerdichten die oorspronkelijk in het Duits afzonderlijk zijn gepubliceerd.
31. Brieven aan één en velen. ISBN 978-9073007-161. Briefe an Einen und Viele, Kober 1935, 1971, ISBN 3-85767-005-3;
32. Hortus Conclusus. ISBN 906030-4004 Hortus Conclusus, Kober 1936, 1979, ISBN 3-85767-026-6.

### Overige geschriften
- Het rijk van de kunst. ISBN 978-9073007-208 Das Reich der Kunst, 1921, def.uitg. Kober 1933, ISBN 3-85767-043-6;
- Occulte raadsels. ISBN 906030-2419 Okkulte Rätsel, Magische Blätter 1923, Kober 1962, ISBN 3-85767-092-4;
- Aus meiner Malerwerkstatt, Kober 1932, 1983, ISBN 3-85767-001-0;
- Voor eigen zaak. ISBN 978-9073007-109. In eigener Sache, Kober 1935, 1990, ISBN 3-85767-027-4;
- Codicil bij mijn geestelijk leerwerk. ISBN 978-907300-7390 Kodizill zu meinem geistigen Lehrwerk, Kober 1937, 1969, ISBN 3-85767-028-2
- Marginalien, Kober 1938, ISBN 3-85767-035-5;
- Godsontkenning. ISBN 906030-1285. Über die Gottlosigkeit, Kober 1939, 1992, ISBN 3-85767-047-9; in het laatste hoofdstuk (“Mijn geestelijke leer en de geschriften er omheen”) geeft Bô Yin Râ een opsomming van alle boeken van zijn hand met bij elk boek een korte omschrijving of toelichting.
- Geestelijke relaties. ISBN 978-9073007-192. Geistige Relationen, Kober 1939, 1967, ISBN 3-85767-019-3;
- Mancherlei, Kober 1939, ISBN 3-85767-034-7.

### Vlugschriften
- Warum ich meinen Namen führe, Kober 1927, ISBN 3-85767-049-5;
- Über meine Schriften, Kober 1929, ISBN 3-85767-048-7.

### Postuum uitgegeven
- Nachlese, Kober 1990, ISBN 3-85767-101-7 Band I, ISBN 3-85767-102-5 Band II;
- Griechenlandskizzen, Kober 1976, ISBN 978-3-85767-060-2.